# تپه بالا گول
تپه بالا گول مربوط به دوران‌های تاریخی پس از اسلام است و در استان قزوین، شهرستان آوج، بخش مرکزی، روستای چوبینه واقع شده و این اثر در تاریخ ۱۰ مهر ۱۳۸۰ با شمارهٔ ثبت ۴۰۸۶ به‌عنوان یکی از آثار ملی ایران به ثبت رسیده است.